# Quercus fuliginosa
Quercus fuliginosa — вид рослин з родини букових (Fagaceae), ендемік Китаю.

## Середовище проживання
Ендемік Китаю (Хайнань).
Місце проживання недостатньо відоме, але, як і інші дуби в регіоні, ймовірно, трапляється в субтропічних або помірних гірських лісах.

## Загрози
Доступної інформації щодо загроз Q. fuliginosa мало, але ліси провінції Хайнань, де трапляється цей вид, підлягають вирубці.